# جوزف ام جوران
جوزف ام جوران (انگلیسی: Joseph M. Juran; زاده ۲۴ دسامبر ۱۹۰۴ – درگذشته ۲۸ فوریهٔ ۲۰۰۸) اقتصاددان، مهندس، کارشناس آمار، مشاور، و اهالی کسب‌وکار اهل رومانی بود.
وی همچنین برندهٔ جوایزی همچون مدال ملی فناوری و نوآوری شده‌است.